# 杜鰍鯰
杜鰍鯰為輻鰭魚綱鯰形目平鰭鮠科的其中一種，為熱帶淡水魚，分布於非洲喀麥隆至剛果沿岸溪流及剛果河流域，體長可達13.2公分，棲息在底層水域，生活習性不明。

## 擴展閱讀
維基物種上的相關：杜鰍鯰